# Ciprian Petre
Ciprian Cătălin Petre (* 10. Dezember 1980 in Bukarest) ist ein rumänischer ehemaliger Fußballspieler. Der Mittelfeldspieler steht seit Sommer 2017 bei CS Juventus Bukarest in der Liga 1 unter Vertrag.

## Karriere
Petre kam im Jahr 2004 in die erste Mannschaft von Juventus Colentina Bukarest, die seinerzeit in der zweiten rumänischen Liga, der Divizia B, spielte. Im Sommer 2005 nahm ihn Jiul Petroșani unter Vertrag, das gerade in die Divizia A aufgestiegen war. Hier wurde Petre zur Stammkraft im Mittelfeld und sicherte sich mit seinem Team zum Abschluss der Saison 2005/06 den Klassenerhalt. Als Jiul schlecht in die Spielzeit 2006/07 gestartet war und zur Saisonmitte nur den letzten Platz belegte, schloss er sich dem Ligakonkurrenten Unirea Urziceni an. Mit Unirea konnte der die Saison 2007/08 auf dem fünften Platz abschließen, wodurch sich der Klub erstmals in der Vereinsgeschichte für den UEFA-Pokal qualifizieren konnte.
Im Sommer 2008 wechselte Petre zu Gloria Bistrița. Mit den Nordrumänen platzierte er sich in den folgenden Jahren im unteren Mittelfeld der Liga 1. Die Saison 2010/11 beendete Gloria zwar auf dem 14. Platz von 18 Mannschaften, musste aber in die Liga II zwangsabsteigen. Petre schloss sich daraufhin Gaz Metan Mediaș an. Mit seinem neuen Klub nahm er an den Qualifikationsspielen zur Europa League teil, wo er nach Erfolgen gegen den Kuopion PS und den 1. FSV Mainz 05 in den Play-offs gegen FK Austria Wien ausschied.
Petre spielte insgesamt sechs Jahre für Gaz Metan, mit dem er in der Saison 2015/16 ein Jahr in der Liga II verbrachte. Im Sommer 2017 verließ er den Klub und schloss sich Aufsteiger CS Juventus Bukarest an.

## Erfolge
- Qualifikation zum UEFA-Pokal: 2007